# チケット詐欺
チケット詐欺（チケットさぎ）とは、インターネットの掲示板やオークションを通じた、コンサートやスポーツ観戦等の各種チケットの取引の過程にて行われる詐欺。振り込め詐欺の一種。
「金銭を受け取りながら物品を渡さない」タイプもしくは「物品を受け取りながら金銭を渡さない」タイプの詐欺行為である。

## 概要

### オークションやフリマアプリを通じた詐欺
詳しくはオークション詐欺の項を参照。（このタイプの詐欺は、該当項の内容の「チケット版」である）
ネットオークションやフリマアプリにおいては、チケット類の出品が少なからず存在するが、これらの多くは換金性が高いので、転売屋が落札するケースが見られる。
一方、興行チケット出品についてみると、「営利目的の転売禁止」とか「転売による入場禁止」といった主催者が定めた規制表示が券面に記載されてはいるが、出品者はこれらの表示部や座席番号とチケットの通し番号を隠滅した画像で出品しているし、落札者が主催者に通報しても、主催者は興行成績優先のためか、摘発に向け真剣に努力しないという風潮がある。つまり、落札者は、観賞目的で入手するのでなく、劇場前で転売する（ダフ屋行為）場合もあり、これらの多くが暴力団の資金源になっているとされる。

### インターネット掲示板を通じた詐欺
ライブやイベント等を行うアーティストやスポーツチーム等のチケットの売買取引が、非公式なファンサイトやソーシャルネットワーキングサービス（以下SNS）の掲示板等で行われる場合がある。基本的にはあるユーザがこれらの掲示板にて取引相手を募り、それに呼応した他のユーザーとチケットの売買or交換交渉を行い、交渉がまとまったら金銭と引き換えにチケットを渡す、と言うのが正常なチケット売買取引となるが、この時に上記の「金銭を受け取りながら物品（チケット）を渡さない」行為が行われる場合がある。
以下、本項ではこのタイプの詐欺について記す。

## チケット詐欺の手口

### 「取引先」の募集
「余分に取れてしまった」「チケットを確保していたが事情で行けなくなった」ユーザはファンサイトやSNSの掲示板などで「代わりにイベントに行ってくれる人」を募集する。
この詐欺を犯す人は、上記の「善意のユーザ」に紛れて、「都合で行けなくなったので代わりに行ってくれる人を募集します」などの他ユーザと同様の文面でチケットが欲しいユーザを募集する。

### 「取引」の開始
上記の募集投稿に対して購入希望者が出てきた場合、メールによる「取引交渉」を開始する。
募集投稿者が悪意の無い一般ユーザである場合は、「最初に連絡をくれた希望者」「自分が出した条件に一番合う希望者」に絞って取引交渉を開始するが、最初から詐欺目的の場合は、複数の購入希望者と同時並行で取引交渉を行う事が多い。
上記の「取引先募集」以外はメールによるやり取りとなるため、この段階で相手が複数の希望者と交渉しているかどうかを確認する術が無い。

### 「詐欺」の発覚
「交渉成立」後、その被害者は詐欺師側に金銭を渡し、首を長くしてチケットが届くのを待つ事になるが、当然のごとくなかなかチケットは届かない。しかし、これについて相手側に問い合わせても、しばらくの間は相手側は「遅れています」などの返答を行ってくる場合が多く（この返答で怪しまれないために、交渉段階で「多忙によりレスが遅れがちで申し訳ありません」などと三味線を弾くケースもある）、この時点ではなかなか詐欺である事に気づけない。
イベント開催日間際もしくは当日以降になってやっと「詐欺」に遭った事に気づく場合が多い。
また、「チケット」そのものはきちんと手元には届いたが、偽造のチケットであったり、正規のチケットであっても、チケットそのものが無効扱いになっていた事が発覚し、当日会場で入場を拒否されたケースがある。

## オークション詐欺との違い
- 上記にもあるように「定価での取引」が前提となるため、1人あたりの被害金額は数万円以下と決して高くない。
  - しかし1つの商品（チケット）に対して一度に複数の相手と「取引」（詐欺）が可能で、さらに詐欺が発覚するまでの期間が2～3ヶ月以上を経るケースも珍しくないことから、非常に多くの人数から金銭を騙し取ることが可能。数百人・数百万単位の被害が発生する事も珍しくない。
  - 1人あたりの被害金額の少なさから、実際に被害に遭っても通報せずに泣き寝入りしてしまうケースも見られる。
- 個人が趣味の一環として管理している掲示板上で行われており、また詐欺発生のリスクを考慮せずにチケット売買掲示板を開くケースがほとんどのため、事件が発生してもオークションサイトと同レベルの対応（問い合わせ対応や金銭補償など）は望めない。

## 詐欺の予防策
オークションと違って過去の取引実績などを参照する術が無いため、以下の予防策が推奨される。
- 決して先に金銭を振り込まない。チケットの受け渡しを対面形式にするか、代引による郵送形式にする。
相手がこれを嫌がった場合は、直ぐに取引をやめ、かつ投稿対象となった掲示板の管理者に通報すること。
- 相手の電話番号や住所が実在するものであるかどうかを確認する。
住所が虚偽のものである場合は、直ぐに取引をやめ、掲示板の管理者に通報すること。
メールだけではなく、電話で話をする。「実在はするが、全然無関係の会社のFAXの番号だった」という事例もある。
- チケットの条件（日程や座席、枚数など）が良い条件であるにもかかわらず、長期間「取引成立」の報告が無い投稿には反応しない。
- 取引相手が、売却先募集の書き込みを複数の掲示板にマルチポストしていないかどうかを確認する。
- 質問に対する反応が遅い場合は交渉を打ち切る。
これは相手が「複数の相手」と交渉している詐欺師であるかどうかのひとつの目安になる。
- 相手との連絡は、出来るだけ多く取る。交渉内容を固めるだけでは終わらせないこと。
- 「何かおかしい」と少しでも思ったら、取引を中断して第三者（掲示板管理者、消費者ホットライン）に相談する。

## 被害に遭った場合の対応
被害に遭ったと自覚した場合、銀行振込の場合はすぐに取引相手が使用している振込先銀行のカスタマーセンターに詐欺被害に遭ったこと連絡し、口座凍結の依頼、警察に被害届を提出すること。
この手の詐欺に対する警察側の対応は総じて鈍い。理由としては以下が挙げられる。
- 1人あたりの被害金額が少ない（チケット詐欺の特徴でもある）
- 証拠が揃い辛い（これは、インターネットを通じた詐欺全体の傾向でもある）
- 詐欺という犯罪自体の捜査優先度が低い（窃盗よりも下である）
- 金銭を現金書留または書留郵便で定額小為替を送付したり、口座に振り込んだ時点では詐欺が成立していない
- 民事不介入を理由に被害届が受理されない場合がある
  - この時点では、単に詐欺師側に「チケットの債務」が発生しただけに過ぎない。イベントの開催日を過ぎたり、届いたチケットが偽造品、無効扱いのチケットであると発覚しない限りは、詐欺が成立することは無い。

しかし通報しないよりはした方が後々のためにもベターな事は言うまでもなく、また多くの被害者（目安として10人以上）が発生した場合は警察側も捜査優先度を上げざるを得なくなるため、被害に遭った場合の対策としては以下のものが挙げられる。
- 警察だけでなく、「犯行現場」となった掲示板の管理者にも報告する。
- 被害者が単数となるケースはまず無いので、他にも同様の被害者が居るかどうかを確認する。
- 被害者が複数居る事を確認できたら、メーリングリストやパスワード制の掲示板などで被害者同士の連携を図る。
但し、詐欺師本人が被害者を装うケースもあるので、連携を図る際には注意を要する。
- 詐欺師側とやりとりしたメールは絶対に破棄しない。

## 掲示板管理者に求められること

### 予防策
そもそもチケット掲示板を開設しないことが最大の予防策であるが、どうしても開設する必要がある場合は、以下の予防策が推奨される。なお、これらの対策は、チケットに限らない全般的なトラブル予防策としても有効である。
- 投稿ログは定期的に保管しておくこと。
- 取引方法について等、掲示板ユーザーへの案内や注意喚起を適切に行う。
- 可能ならば投稿削除が「物理削除」になる掲示板ではなく、「論理削除」（掲示板に投稿が表示されなくなるが、投稿データはそのまま残る）形式の掲示板を使用する。
物理削除形式では、詐欺発覚の時点では既に投稿が削除され、「現場での証拠が無くなっている」可能性が高い。
- 可能ならば会員制（参加には管理者承認が必要となる）形式の掲示板にすること。

### 詐欺が実際に起きた後の対策
実際に詐欺行為が発覚した時は、被害者は警察への通報よりも先に掲示板管理者に通報するケースが一般的である。その後に管理者が行うべき行動としては以下が挙げられる。
- 本当に詐欺が起きたかどうかを慎重に見極める（通報者に、詳細な状況説明や証拠の提示を求める、など）
- 詐欺行為が本当にあったと認められる場合は、状況把握に努める
他に被害者が居るかどうかを即座に調査する（サイトのトップページなどで呼びかける）などの対応が求められる。
- 他のサイト管理者との連携を図る。
同方面の複数のサイト上で事件が起きている可能性も高い。また、決して1人で事件を抱え込まないこと。
- 被害者に対して、常に真摯な対応を心がける。
対応がいいかげんだったり不十分であると、最悪の場合管理者責任を問われてしまう危険性もある。たとえ「取引はユーザの自己責任で」という但し書きを行っていたとしても、管理者は、自分の管理しているサイトで事件が起きたという事実を真摯に受け止め、被害者に対して誠実かつ十分な対応を行う義務がある。

## 逮捕例
以下にメディアでも報道され、出典があり内容に検証性が取れる事例を記す。なお、あくまで「逮捕例の一部」であり、事件例はそれよりもはるかに多い事に注意されたい。組織的な犯罪ではなく、学生や定職に就いている人が単独犯で行う事例が多いのもこの詐欺の特徴である。
- 2011年2月 - mixiのコミュニティ上でAKB48と記念撮影できる「ツーショット券」の架空取引を持ちかけ現金を詐取した人物を逮捕[1]。
  - これらの事例は、チケット詐欺の犯行現場がSNSにまで及んでいることを示している。
- 2015年7月 - Twitter上でLiSAのコンサートチケットの詐欺行為を行ったとして当時17歳の少年を逮捕[2]。
  - 犯人は2014年夏から2015年7月にかけて同様の詐欺行為を60件行っており、被害総額は120万円にのぼるとみられている。
- 2017年9月 - Twitter上で関ジャニ∞のチケット詐欺行為を行っていたとして中3女子を書類送検。
  - 当初同年5月に徳島県警三好署が女子高校生2人から詐欺被害を受けたと相談を受け、女性Aを逮捕勾留したが、女性Aがチケット配送記録を検察に提出したことで誤認逮捕が判明、その後の調べで中3女子が女性Aになりすまし、高校生とチケットのやりとりを行い女性Aの口座に入金させる一方、別の女性Bとも取引を行い、女性Bから中3女子の口座に入金があり次第女性Aから女性Bにチケットを送らせるという、巧妙な偽装工作を行っていたことが判明した[3]。